# 바토페디 수도원

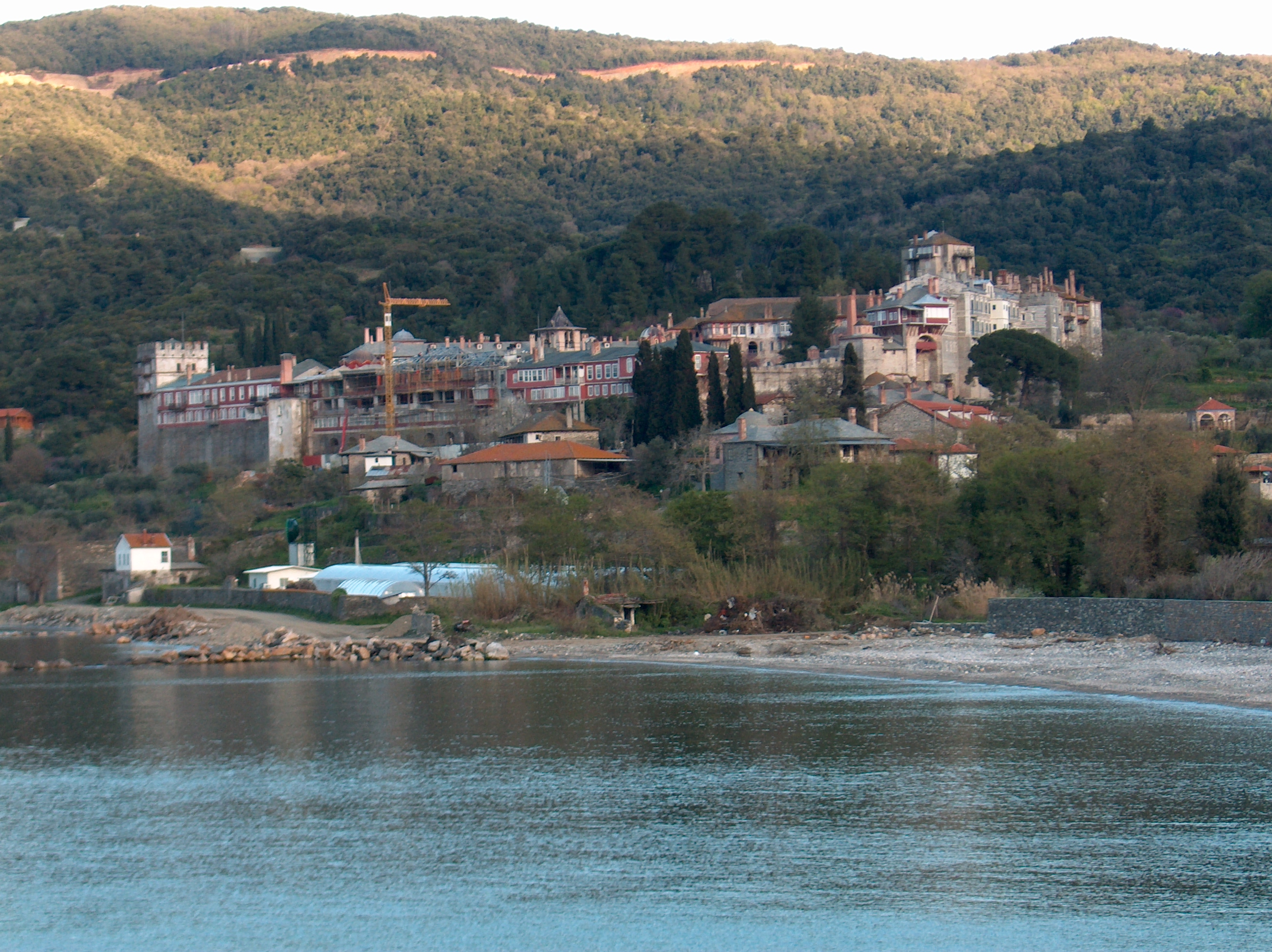
가까운 바닷가에서 보는 바토페디 수도원의 전경.

바토페디 (또는 바토파이디) 대수도원(그리스어: Βατοπέδι 또는 Βατοπαίδι, 그리스어 발음: [vatoˈpeði])은 그리스 아토스산에 있으며, 10세기 동안에 아드리아노플에서 온 아토니테 아타나시우스의 제자들이었던 세 명의 수사들인 아타나시우스, 니콜라스 그리고 안토니우스에 의해 건축되었다. 전승에 따르면, 4세기에 콘스탄티누스 황제에 의해 건축된 한 교회의 부지에 5세기에 동로마 제국의 황제 테오도시우스의 명령으로 건축되었다고 한다. 테오도시우스는 난파로부터 예수의 어머니인 동정 마리아에 의한 기적적인 구조에 영광을 올리기 위해서 이 수도원을 건축했다고 한다. 그 아들이 말하기를 바토스(βάτος)는 "찔레"이며 파이디(παιδί )는 "자식"인 찔레 숲에 있어 왔다고 했다.

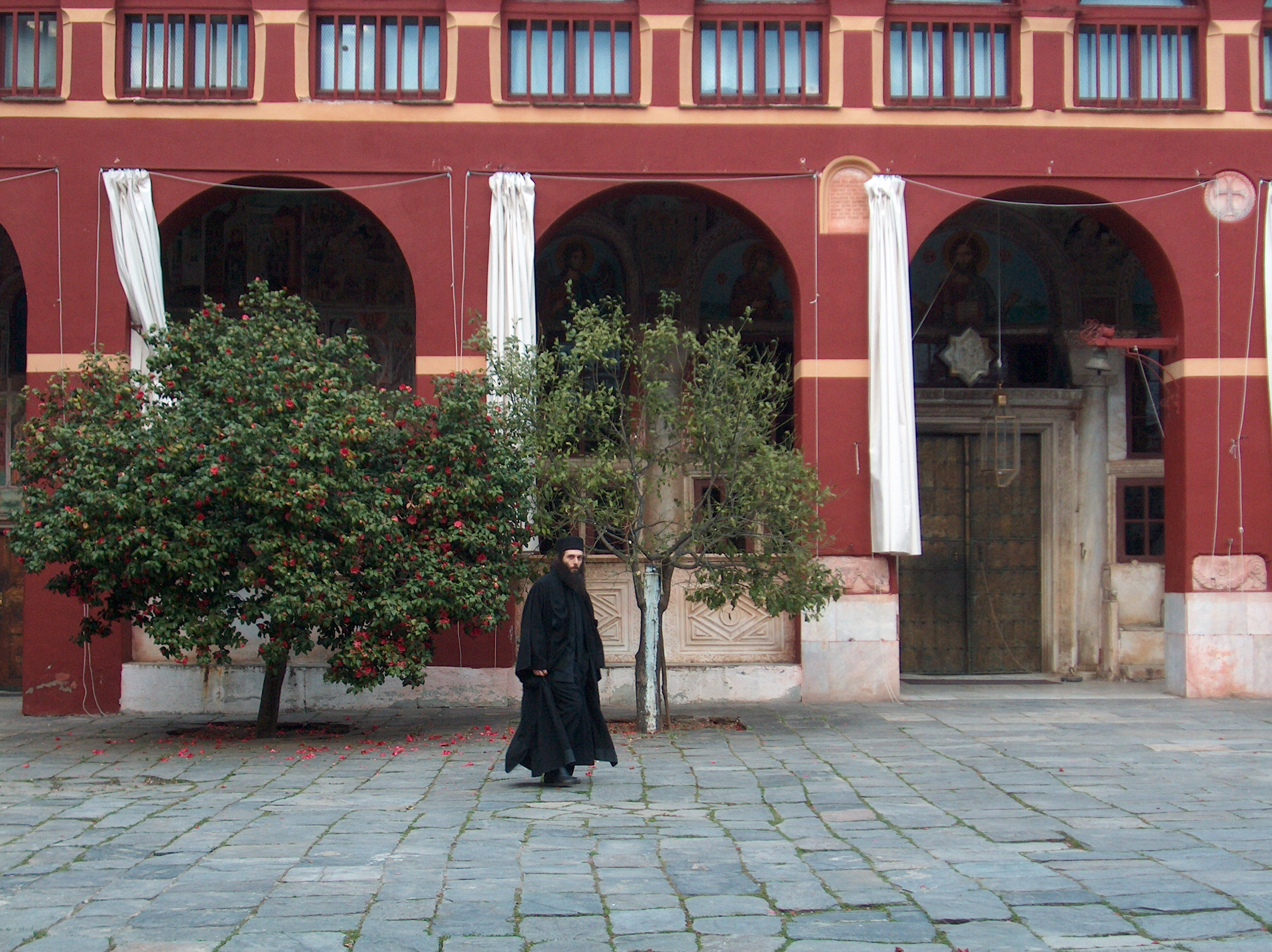
바토페디 수도원에 있는 정교회 수사.

그 이래, 여러 건물들이 건축되었고, 대부분의 건물들은 비잔티움 시대에 그리고 이 수도원의 최고의 전성기였던 18세기와 19세기에 건축되었다.
현재 이 수도원은 더 큰 건물들을 복원하기위한 확장 공사가 진행 중이며, 약 100명의 수사들이 거주한다.
수도원은 남성들과 동물은 수컷들에게만 개방된다. 어느 암컷들도 입장할 수 없지만, 예외로 암컷 고양이와 닭의 크기 이하인 작은 동물들은 입장이 허용된다.. 이 수도원에서의 숙박 예약은 아토스산의 입장 허가와는 별도로 요구된다.

## 바토페디 부속 스케테들
바토페디에는 다음의 비교적 큰 규모의 스케테들(카리에스에 있는 성 안드레아 스케테, 본 수도원 인근에 성 데메트리우스 스케테)이 소속되어 있다. 다른 작은 스케테들도 이 수도원에 소속되어 있다.

## 수도원 담장 안에 있는 주요 건물들

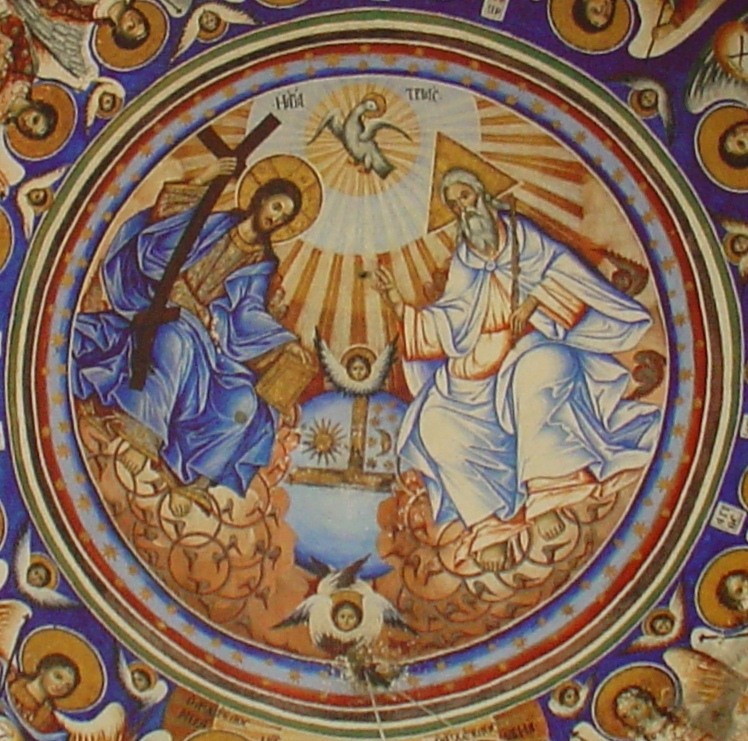
바토페디에 있는 카톨리콘의 현관(πρόστωον) 천장에 있는 프레스코화

- 카톨리콘(제1 교회), 테오토코스(동정 마리아)의 성모영보에 봉헌되었다.
- 식당 또는 트라페자
- 비잔티움 시대의 시계탑
- 북동쪽에 있는 10세기의 탑, 현재 수도원의 도서관.

## 수도원 내에 있는 보물들

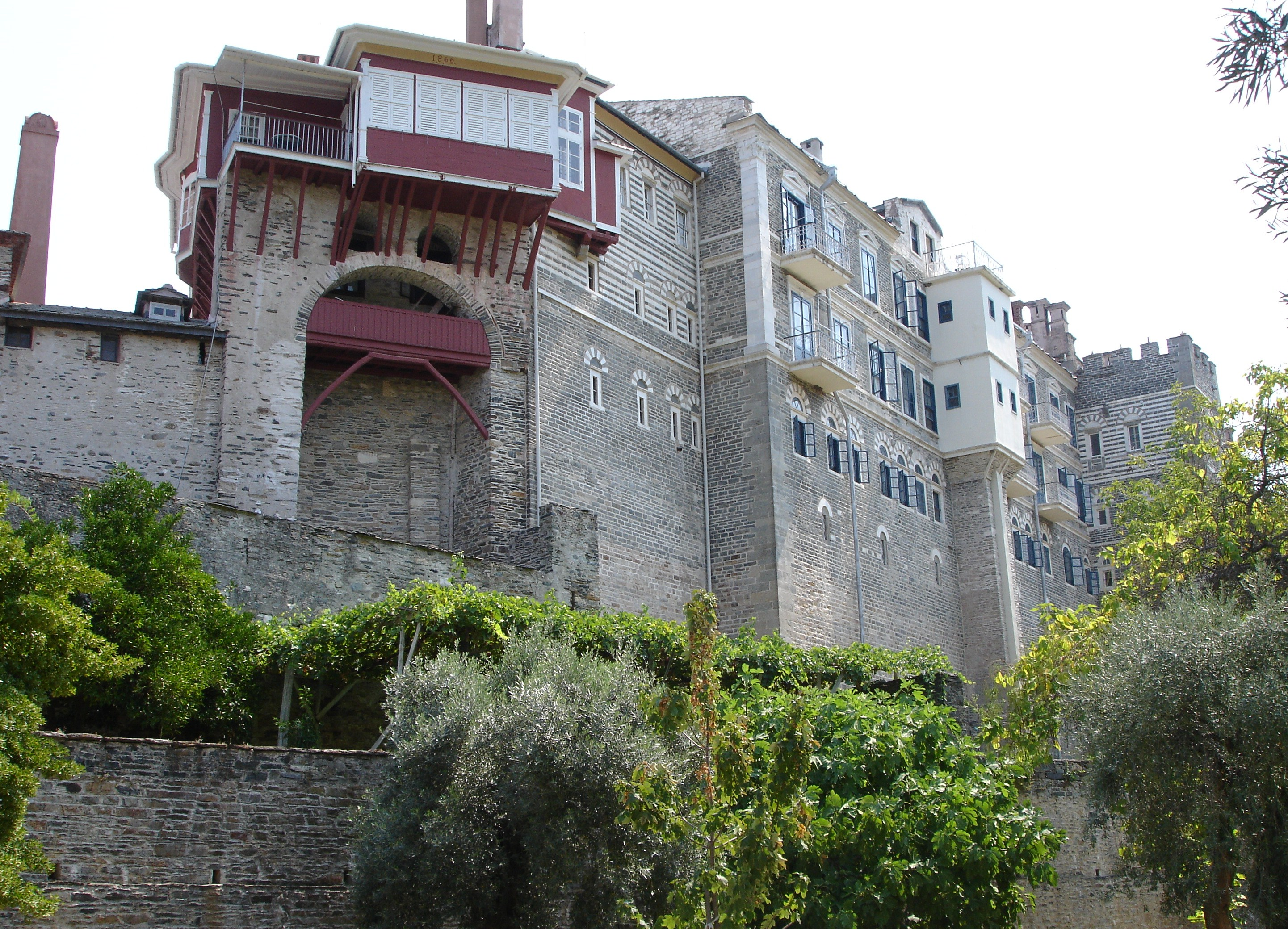
수도원의 외부 전경.

바토페디 수도원은 신자들이 테오토코스가 땅에서 착용했고 그녀의 사후 승천 때에 사도 토마스에게 주었던 실제 허리띠라고 여겼던 한 허리띠를 보유하고 있다. 이 수도원에 성 요한 크리소스톰의 유골이 담겨있고 은과 보석으로 덮힌 성해함이 보관되어 있고 동방정교회 신자들은 그 유물의 기적의 치유를 믿는다. 이 수도원에는 귀석인 벽옥으로 만든 성작인 야스피스와 수많은 성화상들도 보관되어 있다.
바토페디의 수도원은 수도원에 헌정된 중세 왕실의 인가서인 불가리아의 이반 아센 2세의 13세기 바토페디 인가서를 보존하고 있다. 그것은 1929년에 이 수도원의 기록 보관소에서 발견되었다.
도서관은 2,000 권의 필사본들과 35,000 권의 인쇄된 책들이 보존되어 있다. 그 필사본들 중에는 언셜 063과 언셜 0102가 있다.

### 다른 필사본들
- 미너스큘 245
- 미너스큘 464
- 성서정과 54
- 성서정과 55

## 토지 거래 논쟁
2008년 8월에, 이 수도원은 부동산 거래 추문에 연루되었다. 이 수도원은 국무 총리인 코스타스 카라만리스의 신민주주의당 정부와의 거래에서 저가의 토지를 고가의 주정부 재산으로 교환했다. 주정부 측의 금액은 적어도 1백만 유로가 되었다고 여겨진다.; 금융 작가 마이클 루이스는 그리스 의회의 위원회가 수도원이 받은 정부 재산의 가치를 1억 유로로 평가했다고 전했다. 그 이야기가 대중에 알려진 후, 정부는 토지 거래를 취소했고 두 명의 장관들이 사임했다. 게다가, 의회는 만장일치로 그 거래의 조사를 위한 위원회를 구성했다.

## 수도원 내에 있는 기적을 행하는 성화상들
이 수도원에는 기적이 행해진다고 신자들에게 알려진 하느님의 어머니의 일곱 점의 성화상들이 있다.: 엘라이오브리티사, 크테토리사(비마타리사), 에스파그메니, 만타나사, 피로볼리테시아, 안티포니트리아 그리고 파라미티아.